# Jasione laevis
Jasione laevis é uma espécie de planta com flor pertencente à família Campanulaceae. 
A autoridade científica da espécie é Lam., tendo sido publicada em Fl. Franç. (Lamarck) 2: 3. 1779 (1778 publ. depois de 21 de Março de 1779).

## Portugal
Trata-se de uma espécie presente no território português, nomeadamente os seguintes táxones infraespecíficos:
- Jasione laevis subsp. gredensis - presente em Portugal Continental. Em termos de naturalidade é endémica da Península Ibérica. Não se encontra protegida por legislação portuguesa ou da Comunidade Europeia.